# Andy Boychuk
Andy Boychuk (eigentlich Andrew Harry Boychuk; * 17. Mai 1941 in Orono, Ontario) ist ein ehemaliger kanadischer Marathonläufer.
1966 wurde er Kanadischer Meister in 2:35:24 h. Bei den British Empire and Commonwealth Games in Kingston wurde er Achter über sechs Meilen und Neunter im Marathon. Im Jahr darauf wurde er Sechster beim Boston-Marathon in 2:18:17 h, verteidigte seinen Meistertitel in 2:26:23 h und siegte bei den Panamerikanischen Spielen 1967 in Winnipeg in 2:23:03 h.
1968 siegte er bei einem Marathon in Dundas auf zu kurzer Strecke in 2:17:50 h, wurde erneut Kanadischer Meister und kam bei den Olympischen Spielen in Mexiko-Stadt auf den zehnten Platz in 2:28:41 h.
1970 wurde er Achter in Boston, holte seinen vierten nationalen Meistertitel beim Around the Bay Road Race, das in diesem Jahr als Marathon ausgetragen wurde, und wurde Zehnter bei den British Commonwealth Games in Edinburgh. 1971 siegte er bei der Meisterschaft des australischen Bundesstaates Victoria in 2:18:34 h. 1975 wurde er mit seiner persönlichen Bestzeit von 2:16:14 h Zehnter in Boston.
1967 wurde er US-Meister im 20-km-Straßenlauf. Beim Around the Bay Road Race siegte er außer 1970 auch 1966 und 1975 über die Distanz von 30 km.

## Persönliche Bestzeiten
- 10.000 m: 29:41,8 min, 19. Juni 1970, Hamilton
- Marathon: 2:16:14 h, 21. April 1975, Boston